# AOH1996
AOH1996 је експериментални лек против рака који делује као инхибитор малих молекула и од августа 2023. је у првој фаза клиничког испитивања за лечење тумора.